# Producerea hidrogenului
Producerea hidrogenului este ansamblul metodelor industriale pentru obținerea hidrogenului  care este necesar pentru multe procese industriale esențiale în societatea contemporană. Deoarece hidrogenul nu se găsește în natură în stare liberă, el este produs prin mai multe procedee industriale. Majoritatea hidrogenului (∼95%) este produsă din combustibili fosili prin reformarea catalitică a gazului natural, oxidarea parțială a metanului și gazeificarea cărbunelui. Alte metode de obținere a hidrogenului sunt gazeificarea biomasei, piroliza metanului și electroliza apei. Ultima necesită curent electric, dar se poate folosi orice sursă, de exemplu cele regenerabile. Însă dintre metodele de producere a hidrogenului, cele biologice sunt mai ecologice și mai puțin consumatoare de energie. În plus, o mare varietate de deșeuri și materiale cu valoare redusă, cum ar fi biomasa agricolă (regenerabilă), pot fi utilizate pentru a produce hidrogen prin procedee biochimice.
În 2019 s-au produs circa 70 de milioane de tone de hidrogen pentru diverse scopuri, ca rafinarea petrolului, producerea amoniacului (prin procesul Haber-Bosch) și metanolului (prin reducerea monoxidului de carbon), iar actual este folosit și drept combustibil pentru automobile. Piața producerii hidrogenului a fost estimată în 2017 la 115,25 miliarde de USD.
Deși are numeroase utilizări folosirea hidrogenului ridică multe probleme de infrastructură, nu numai la producerea lui, ci și la transportul și stocarea sa.

## Tehnologii de producție
În principiu hidrogenul poate fi extras din orice substanță care conține hidrogen. Totuși, din punct de vedere economic sunt luate în considerare patru surse: gazul natural, petrolul, cărbunele și apa, a căror pondere în producția mondială de hidrogen este de 48 %, 30 %, 18 % respectiv 4 %. Sursa dominantă pentru obținerea hidrogenului sunt combustibilii fosili. Dioxidul de carbon poate fi separat de gazul natural cu o eficiență de 70–85 %, iar de alte hidrocarburi cu diferite grade de eficiență. Mai exact, hidrogenul în cantitate mare este produs de obicei prin reformarea catalitică cu abur a metanului sau a gazului natural.
Dacă hidrogenul este produs din combustibili fosili solizi sau lichizi, cu emisii de CO2 în atmosferă, se vorbește de hidrogenul maro, iar dacă este produs fără emisii de CO2 în atmosferă, adică atunci când practic carbonul este captat printr-un procedeu de captare și stocare a dioxidului de carbon (engleză carbon capture and storage – CCS), se vorbește despre hidrogenul turcoaz”. Dacă hidrogenul este produs din gaz natural cu emisii de CO2 în atmosferă, se vorbește de hidrogenul gri, iar dacă este produs fără emisii de CO2 în atmosferă se vorbește despre hidrogenul albastru”. Dacă este produs din biomasă sau apă cu ajutorul energiilor regenerabile se vorbește despre [hidrogenul verde.

## Producerea din hidrocarburi

### Reformarea catalitică cu vapori de apă
Prin procedeul de reformarea catalitică cu vapori de apă (engleză steam reforming – SMR) hidrogenul va fi extras din hidrocarburi (gaze naturale cum este metanul, chiar și hidrocarburi mai complexe cum ar fi benzina) în două faze.
Prima fază are reacția generală:
{\displaystyle \mathrm {C_{n}H_{m}+nH_{2}O\rightarrow (n+m/2)H_{2}+nCO} }

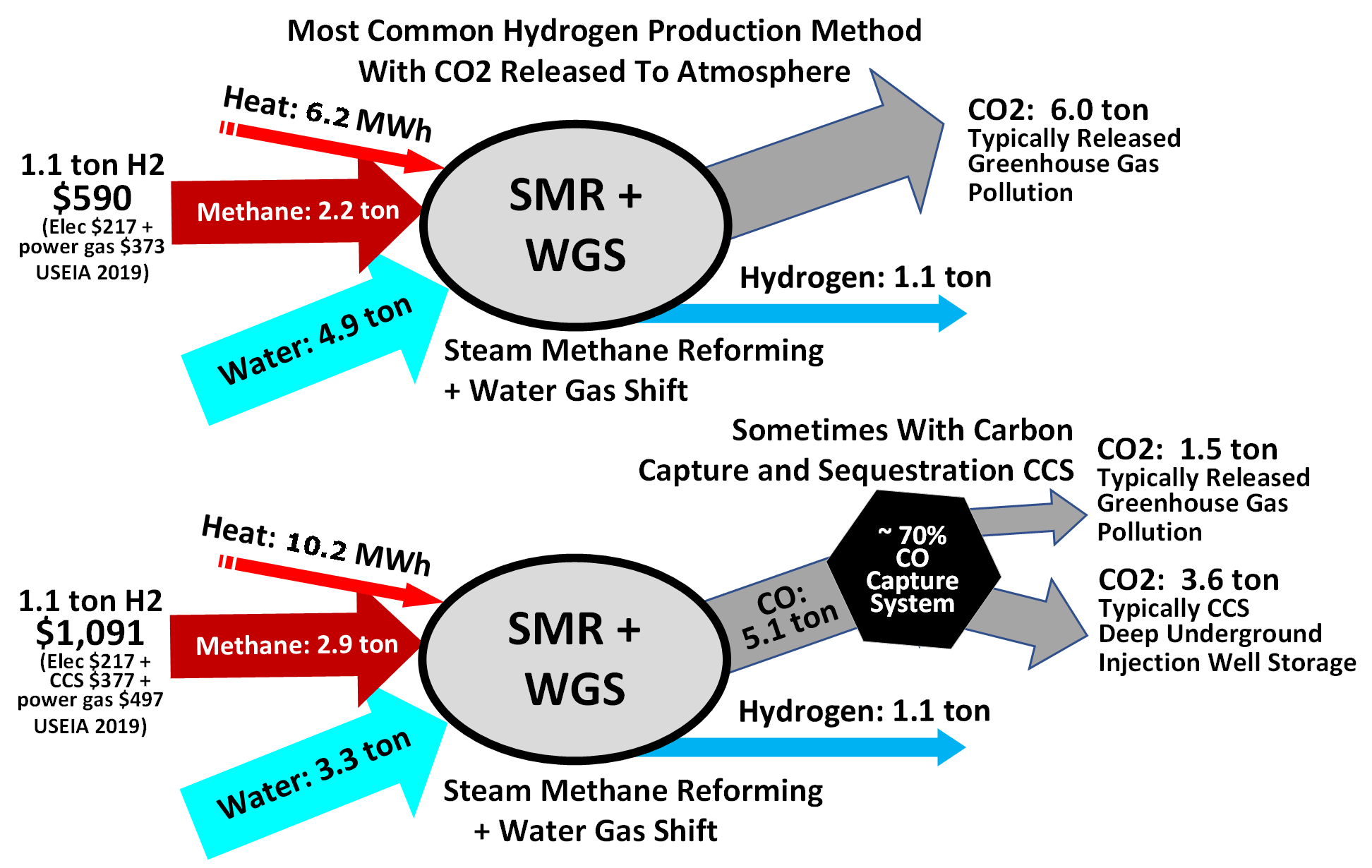
Ilustrarea intrărilor și ieșirilor la reformare cu abur a gazului natural, un proces de producere a hidrogenului (H_{2}) și a dioxidului de carbon (CO_{2}), gaz cu efect de seră, eventual captat printr-un procedeu CCS

Pornind de la metan (CH4, la care n = 1 și m = 4), reacția este:
{\displaystyle \mathrm {CH_{4}+H_{2}O\rightarrow 3H_{2}+CO} }
Prin adăugare de abur la o temperatură de circa 500–800 °C și o presiune de 20–40 bar, hidrocarburile mai complexe se descompun în metan, hidrogen, monoxid de carbon precum și dioxid de carbon pentru a evita colmatarea catalizatorului din ansamblul de reformare. Apoi metanul va intra în reacție cu apa în prezența unui catalizator de nichel la o temperatură de 700–1100 °C și o presiune de 25–30 bar, obținându-se H2 și CO prin reacția:
{\displaystyle \mathrm {CH_{4}+H_{2}O\rightarrow 3H_{2}+CO} }     ({\displaystyle \Delta H=+206\,} kJ/mol)
Metanul are fracția masică de hidrogen de 4/(1 × 12 + 4) = 25 %, iar în condiții ideale dintr-un kg de metan, a cărui putere calorifică inferioară este de 50,0 MJ/kg, s-ar obține 0,25 kg de hidrogen, cu un conținut de energie de 0,25 × 121 = 30,2 MJ.
Reacția este endotermă, căldura necesară reacției fiind obținută prin arderea unei cote a metanului, care este totodată și materia primă. În urma acestei reacții incomplete rezultă o cantitate mare de monoxid de carbon. În consecință este nevoie de o nouă fază în urma căreia prin reacția gazului de apă (engleză water gas shift reaction – WGSR) care are loc la 360 °C, o reacție exotermă, dintre moleculele de oxid de carbon și apă rezultă dioxid de carbon și hidrogen. În prezența unui catalizator de oxid de fier atomul de oxigen din apă (abur) este forțat să oxideze CO la CO2. Căldura degajată prin această reacție este folosită la întreținerea reacției:
{\displaystyle \mathrm {CO+H_{2}O\rightarrow H_{2}+CO_{2}} }     ({\displaystyle \Delta H=-41\,} kJ/mol).
Deoarece acești catalizatori sunt deosebit de sensibili la compuși pe bază de sulf și halogeni, mai ales clor, în practică, de obicei se cuplează înaintea unității de reformare o unitate de rafinare.
Dezavantajul acestui proces este că produsele secundare ale acestuia, CO2, CO și alte gaze, dacă sunt eliberate în atmosferă au un puternic efect de seră. În funcție de calitatea materiei prime (gaz natural, gaz bogat, petrol etc.), o tonă de hidrogen produsă va produce și 9–12 tone de CO2. Acesta poate fi captat printr-un proces CCS.
Pentru a obține hidrogen cât mai pur posibil este nevoie de îndepărtarea resturilor de CO, CO2 și CH4 reducând concentrația acestora de exemplu sub 10 ppm în cazul oxidului de carbon. Eliminarea resturilor de CO se produce:
- chimic cu ajutorul așa numitei proceduri PROX (oxidare preferențială) în practică adesea utilizându-se un reactor cu filtru molecular din pământuri rare sau cărbune activ la presiune și temperatură bine definite, sau metanizare selectivă;
- fizic cu absorbție prin schimbare de presiune sau utilizarea unei membrane semipermeabile (cu permeabilitate doar pentru hidrogen) din aliaj PdAg

Industrial conținutul de CO2 se poate reduce prin spălare cu metan lichid.
Reformarea catalitică cu vapori de apă este în prezent cea mai ieftină sursă de hidrogen industrial. Costul hidrogenului produs astfel este de c. 2 USD/kg.
Fiind un procedeu bine pus la punct, există capacități de producție de ordinul de mărime de 100.000 m3/h.

### Oxidarea parțială
Aici hidrogenul din gazul metan sau păcură, printr-un proces exoterm va fi înlocuit cu oxigen. Procedeul seamănă cu precedentul, însă se produce într-o singură fază, prin arderea parțială a unui amestec de combustibil și aer sau combustibil și oxigen. Reacția de oxidare parțială apare atunci când un amestec substoechiometric de combustibil și aer sau combustibil și oxigen este ars parțial într-un reformator sau reactor de oxidare parțială. Se face distincția între oxidarea parțială termică (engleză thermal partial oxidation – TPOX) și oxidarea parțială catalitică (engleză catalytic partial oxidation – CPOX). Reacția chimică are forma generală:
{\displaystyle \mathrm {C_{n}H_{m}+{\frac {n}{2}}O_{2}\rightarrow nCO+{\frac {m}{2}}H_{2}} }
Această tehnologie este bine pusă la punct. În țări cu rezerve mari de cărbune, cum sunt China sau Africa de Sud, pentru acest procedeu se poate utiliza ca materie primă cărbune măcinat și amestecat cu apă pentru a obține o suspensie. Reacția posibilă pentru cărbune este:
{\displaystyle \mathrm {C_{24}H_{12}+12O_{2}\rightarrow 24CO+6H_{2}} }
însă fracția masică de hidrogen într-un astfel de cărbune este de numai 12/(24 × 12 + 12) = 4 %, ceea ce presupune prelucrarea unor cantități mari de cărbune.
Reacția posibilă pentru păcură este:
{\displaystyle \mathrm {C_{12}H_{24}+6O_{2}\rightarrow 12CO+12H_{2}} }
fracția masică de hidrogen din ea fiind de 24/(12 × 12 + 24) = 14,3 %.
Pentru octan, care din punct de vedere al compoziției chimice este aproape de benzină, reacția chimică este:
{\displaystyle \mathrm {C_{8}H_{18}+4O_{2}\rightarrow 8CO+9H_{2}} }
Octanul are fracția masică de hidrogen de 18/(8 × 12 + 18) = 15,8 %, iar în condiții ideale dintr-un kg de octan, a cărui putere calorifică inferioară este de 44,4 MJ/kg, s-ar obține 0,158 kg de hidrogen, cu un conținut de energie de 0,158 × 121 = 19,1 MJ. Astfel de considerații fac ca obținerea hidrogenului din alte hidrocarburi decât metanul să fie mai puțin atrăgătoare.
Pentru metan, reacția este:
{\displaystyle \mathrm {CH_{4}+2H_{2}O\rightarrow CO_{2}+4H_{2}} }     ({\displaystyle \Delta H=+164\,} kJ/mol).
Reacția fiind exotermă, pentru a stăpâni atât temperaturile foarte înalte cât și echilibrul Boudouard dintre CO2 și CO, de cele mai multe ori se adaugă și apă, astfel încât se poate vorbi de un proces de reformare autoterm cu adaos mic de apă.

### Reformarea autotermă
Acest mod de reformare este o combinație dintre reformarea catalitică cu vapori de apă și oxidare parțială în scopul măririi randamentului. Astfel ca materie primă, se poate utiliza metanol sau orice fel de hidrocarburi, respectiv amestec de hidrocarburi (gaz metan, benzină, motorină etc.). În acest caz cele două procedee se combină în așa fel, încât avantajele oxidării parțiale (degajarea de căldură) completează avantajele reformării catalitice cu vapori de apă (un grad mai mare de extragere de hidrogen). Reformarea autotermă are loc în condițiile unei precise dozări a alimentării cu aer și abur. Apar pretenții mai mari privind catalizatorii utilizați, deoarece trebuie să corespundă atât cerințelor reacției dintre oxidul de carbon și apă de la reformarea catalitică cu abur cât și procesului de oxidare parțială.

### Gazeificarea cărbunelui

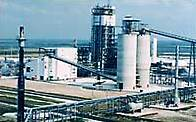
Instalație de gazificare a cărbunelui

Fracția masică a hidrogenului din cărbunii de tip lignit, este de 4–6 %. Hidrogenul se poate extrage din cărbune prin gazeificarea sa, similar cu reformarea hidrocarburilor. Pentru a rupe legăturile moleculare din cărbune și a forma un amestec gazos de H2și CO, în procesul de gazeificare se folosește abur și o concentrație atent controlată de gaze.
O altă metodă de conversie, la temperatură ridicată, este piroliza cărbunelui.
Costul unui kg de hidrogen obținut din cărbune este de 2–3 ori mai mare decât al celui obținut din metan prin reformare catalitică, un studiu polonez din 2019 indicând un raport de 2,3 ori (17302/7452).
Similar, hidrogenul poate fi extras din cocsul de petrol prin gazeificarea cocsului. Însă gazul rezultat conține hidrogen sulfurat (H2S), î funcție ce conținutul de sulf al cocsului.

### Reformarea termică (piroliza metanului)

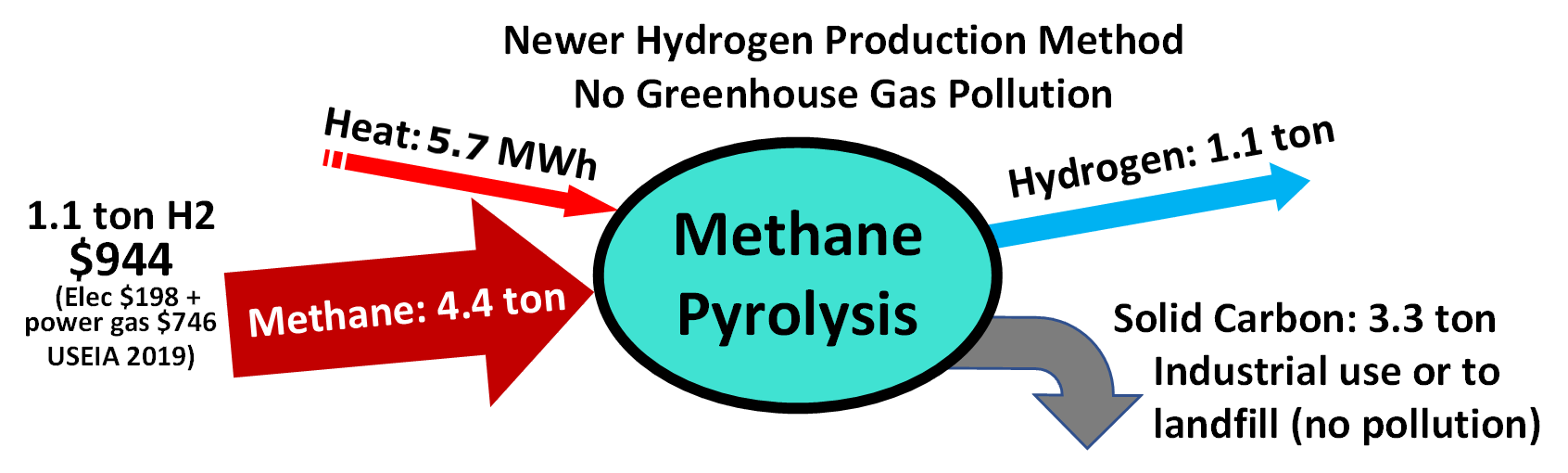
Ilustrarea intrărilor și ieșirilor la piroliza metanului, un proces într-o singură fază, pentru a produce hidrogen fără a produce și gaze cu efect de seră

La temperaturi de 1600 °C metanul este descompus în carbon și hidrogen conform reacției:
{\displaystyle \mathrm {CH_{4}\rightarrow C+2H_{2}} }     ({\displaystyle \Delta H=+74,9\,} kJ/mol).
Aceasta este o metodă de obținere a hidrogenului fără a produce CO2.
Unul dintre procedee este de a barbota metanul printr-un aliaj lichid de 27 % nichel, care este catalizatorul, și 73 % bismut, care este ușor fuzibil. Această metodă evită îmbâcsirea catalizatorului cu depuneri de carbon. Reacția are loc la 1000–1065 °C și practic la presiunea atmosferică. Carbonul se adună la suprafața metalului topit, de unde poate fi îndepărtat.
Din punct de vedere masic, în urma pirolizei dintr-un kg de CH4 rezultă 0,25 kg de H2 și 0,75 kg de C. Dacă acest carbon nu este folosit energetic pentru a nu genera CO2, atunci, având în vedere puterile calorifice inferioare a CH4 (50,0 MJ/kg) respectiv a H2 (121 MJ/kg), după reacție hidrogenul obținut va conține doar c. 60 % din energia metanului intrat în reacție.

#### Procedeul Kværner
Procedeul Kværner (engleză Kværner carbon black & hydrogen process – CB&H), elaborat în Norvegia, realizează reformarea termică la temperatură foarte înaltă dintr-un într-un arc electric obținut cu un electrod de grafit, într-o atmosferă de hidrogen recirculat.
Randamentul reacției este foarte bun, aproape de 100 %, rezultând cca 48 % hidrogen, 40 % cărbune activ și cca 10 % abur.
Economic, după estimările firmei Kværner costul hidrogenului produs este de 1,5 ori mai mare decât la reformarea catalitică cu vapori de apă a metanului, dar, valorificând și carbonul, costurile ar fi comparabile. În 2015 exista o singură unitate de producție, în Canada.

## Producerea din biomasă
În principiu biomasa este compusă din hidrocarburi, iar alte fluxuri de deșeuri, cum ar fi apele reziduale, conțin și ele substanțe organice din care se poate extrage hidrogenul. Din biomasă hidrogenul se poate extrage prin reformare catalitică cu vapori de apă. Datorită faptului că biomasa conține până la 40 % oxigen aceasta se gazeifică aproape de la sine. Este nevoie de foarte puțin oxigen suplimentar pentru a se produce reacția endotermă. Randamentul obținut este mai mare decât de exemplu cel de la gazeificarea cărbunelui.
Un alt procedeu este combinarea pirolizei și a gazeificării biomasei. În prima fază, cea a pirolizei, se produc gaze primare, cocs și metanol. Acestea vor fi amestecate cu aburi, rezultând din nou un amestec, de această dată din hidrogen, metan, monoxid și dioxid de carbon. Și această a doua fază absoarbe energie și în urma reformării rezultă hidrogenul. Această variantă cu două trepte este aplicată mai ales în utilaje cu capacitate mai mică.
Din biomasă și ape reziduale hidrogenul se mai poate extrage prin conversie biologică, cum ar fi electroliza biocatalizată sau procese de fermentație.

### Prin fermentație
Producția de hidrogen prin fermentație se poate face folosind biofotoliza directă cu alge verzi, biofotoliza indirectă cu cianobacterii, fotofermentație cu bacterii fotosintetice anaerobe și fermentare în absența luminii prin bacterii fermentative anaerobe. Există studii privind producția de hidrogen folosind Halobacterium salinarum, o bacterie fotosintetică anaerobă, cuplată la un donor de hidrogenază precum Escherichia coli. Enterobacter aerogenes este alt producător de hidrogen.
Deoarece din considerente de cinetica reacțiilor eliberarea hidrogenului molecular de către microorganisme are loc doar la presiuni relative foarte mici, cade în sarcina constructorului respectiv utilizatorului bioreactorului menținerea acesteia în limite reduse, cu toate că sunt prezente și bacterii ce consumă hidrogen și care generează metan și sau reduc nivelul de sulf.

#### Fermentația în absența luminii
Procesul are loc în bioreactoare, unde se folosesc diverse bacterii care utilizează enzime. Procesul are trei etape, similar cu conversia anaerobă. Reacțiile  nu necesită energie luminoasă, deci sunt capabile să producă constant hidrogen din compuși organici pe tot parcursul zilei și nopții. Bacteriile consumă hidrocarburile și produc H2 și CO2, care ulterior pot fi separate.
În timpul acestui proces zaharurile sunt transformate în acizi grași volatili (cu moleculă mică) (engleză volatile fatty acids – VFA) și alcooli ca produse secundare. Bacteriile foto fermentative sunt capabile să genereze hidrogen din VFA. Prin urmare, metaboliții formați în fermentația în absența luminii pot fi folosiți ca materii prime în fermentația foto pentru a spori randamentul global de hidrogen.
În absența luminii, prin fermentație naturală din glucoză (C6H10O5) se pot extrage cel mult (limita Thauer) patru molecule de hidrogen. Există și un procedeu enzimatic (nenatural), în care din glucoză și apă se poate extrage mai mult hidrogen, prin reacția:
{\displaystyle \mathrm {C_{6}H_{10}O_{5}+7H_{2}O\rightarrow 6CO_{2}+12H_{2}} }
Producția hidrogenului prin fermentare are, totuși, un randament energetic slab. Conform tabelelor lui Thauer, pe această cale din energia corespunzătoare căldurii de ardere a glucozei putându-se conserva maximum c. 33 %. În comparație cu aceasta prin fermentarea cu producere de metan se transferă c. 85 % din energia corespunzătoare căldurii de ardere a glucozei.
La utilizare biomasei cu umiditate mai mare, de exemplu deșeul menajer, prin fermentare anaerobă rezultă metan în procent de 60–70 %. Acesta corespunde biogazului din bălegar. După desulfurare biogazul se poate utiliza direct drept combustibil în pile de combustie cu carbonat topit (engleză molten carbonate fuel cell – MCFC) sau pile de combustie cu oxizi solizi (engleză solid oxide fuel cell – SOFC), însă în acest caz acestea elimină în mediu CO2.

#### Fermentația în prezența luminii
Fermentația foto se desfășoară numai în prezența luminii. De exemplu bacterii de tip Rhodobacter sphaeroides (SH2C) extrag hidrogenul din VFA.

### Procese enzimatice
Au fost studiate diverse procese enzimatice pentru a genera hidrogen din zaharuri.

## Producerea din apă
Apa are o fracție masică de hidrogen de 2/(16 + 2) = 11,1 %. Ea se găsește din abundență, ceea ce creează impresia că și hidrogenul ar exista din abundență. Metodele de producere a hidrogenului din apă vizează descompunerea apei, adică scindarea moleculei de apă (H2O) în componentele sale, oxigen și hidrogen. Însă apa este foarte stabilă chimic, entalpia sa de formare este negativă (–285,6 kJ/mol) ceea ce înseamnă că această energie trebuie consumată pentru a rupe legăturile chimice dintre elementele sale. Descompunerea apei poate fi realizată în mai multe moduri, dar toate metodele sunt în general mai scumpe decât metodele de producție a hidrogenului pe bază de combustibili fosili. Actual producerea hidrogenului din apă prezintă interes pentru stocarea energiei regenerabile captate.
Au apărut diverse publicații în care se afirmă că legătura hidrogen–oxigen din apă poate fi slăbită prin diferite mijloace, fără consum energetic, urmând să mai fie consumată doar foarte puțină energie pentru obținerea hidrogenului. Această abordare contravine principiului întâi al termodinamicii.

### Electroliza apei

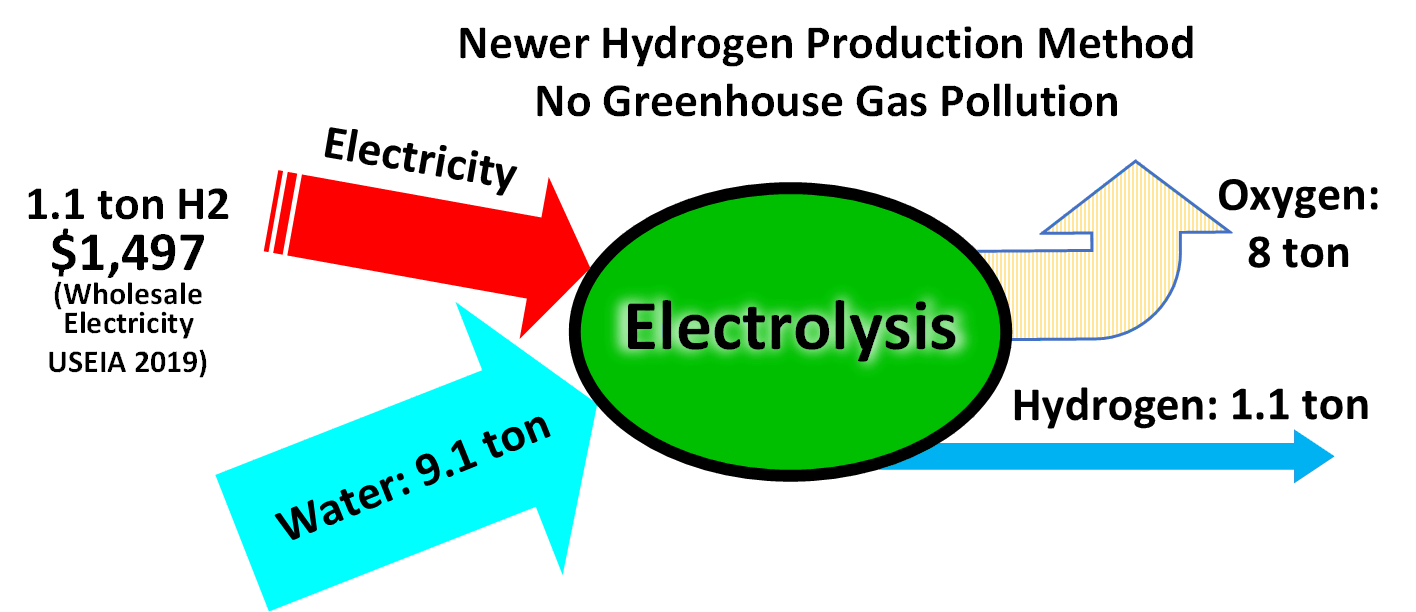
Ilustrarea intrărilor și ieșirilor la electroliza apei pentru producerea hidrogenului

Reacția are loc într-un recipient umplut cu electrolit bun conductor de curent, care conține săruri, acizi sau baze, în care se găsesc doi electrozi printre care circulă un curent continuu. Procesul poate fi descris prin următoarele reacții:
Din apa disociată:
{\displaystyle \mathrm {8H_{2}O\rightarrow 4H_{3}O^{+}+4OH^{-}} }
la anod:
{\displaystyle \mathrm {4OH^{-}\rightarrow O_{2}+2H_{2}O+4e^{-}} }
la catod:
{\displaystyle \mathrm {4H_{3}O^{+}+4e^{-}\rightarrow 2H_{2}+4H_{2}O} }
În principiu la anod se eliberează electroni care mai apoi sunt captați la catod. Bilanțul acestor procese parțiale este reacția de separare a atomilor de oxigen și hidrogen din apă:
{\displaystyle \mathrm {2H_{2}O\rightarrow 2H_{2}+O_{2}} }
Datorită faptului că orice procedeu tehnic are pierderi, pentru extragerea hidrogenului din apă se consumă chiar mai multă energie decât se obține în urma oxidării sale, indiferent că prin ardere sau electrochimic în pile de combustie. Potențialul teoretic necesar unei celule de electroliză a apei este de 1,23 V, însă este nevoie de o supratensiune necesară pentru a învinge bariera de potențial la activarea reacțiilor. În mod obișnuit electroliza se face la presiune normală și la temperaturi de 70–90 °C, unde tensiunea necesară este de 1,85–2,05 V, rezultând un randament energetic de aproximativ 60 %. Randamentul energetic al producerii curentului în pile de combustie fiind și el tot cam 60 %, prin transformările curent electric → hidrogen → curent electric se pierde cam 2/3 din energie. Dacă se dispune de curent electric, atunci din punct de vedere energetic este mai eficient ca el să fie folosit ca atare, nu să folosească hidrogenul ca transportor al energiei.

#### Electroliza la presiune mare
Electroliza la presiune mare (engleză high-pressure electrolysis – HPE) se face la presiunile de comprimare din stațiile de alimentare cu hidrogen, practic la 450 sau 900 bar. Lucrul mecanic de comprimare a apei este mult mai mic decât cel de comprimare a hidrogenului, astfel că prin comprimarea prealabilă a apei se economisește energia de comprimare a hidrogenului.

#### Electroliza la temperatură mare
Electroliza la temperatură mare (engleză high-temperature electrolysis – HTE sau steam electrolysis) se face cu apă în stare supracritică (p > 221 bar), practic la presiunile de la electroliza la presiune mare, dar și la temperaturi înalte, de 800–1000 °C. La temperatură înaltă o parte din energia necesară ruperii legăturii hidrogen–oxigen este furnizată direct pe cale termică, un procedeu mai eficient decât de a transforma energia termică în lucru mecanic și apoi în curent electric pentru electroliză. Ca urmare, bariera de potențial necesară activării reacțiilor se micșorează, fiind suficiente tensiuni de 1,5–1,8 V pe celulă. Cu toate astea, costul producerii hidrogenului prin această metodă se menține foarte ridicat. Metoda este în stadiu experimental, folosindu-se reactoare nucleare răcite cu gaze (heliu) la înaltă temperatură (engleză high temperature gas cooled reactor – HTGR), care lucrează la temperaturi de 850 °C și evacuează mari cantități de căldură.

#### Electroliza biocatalizată

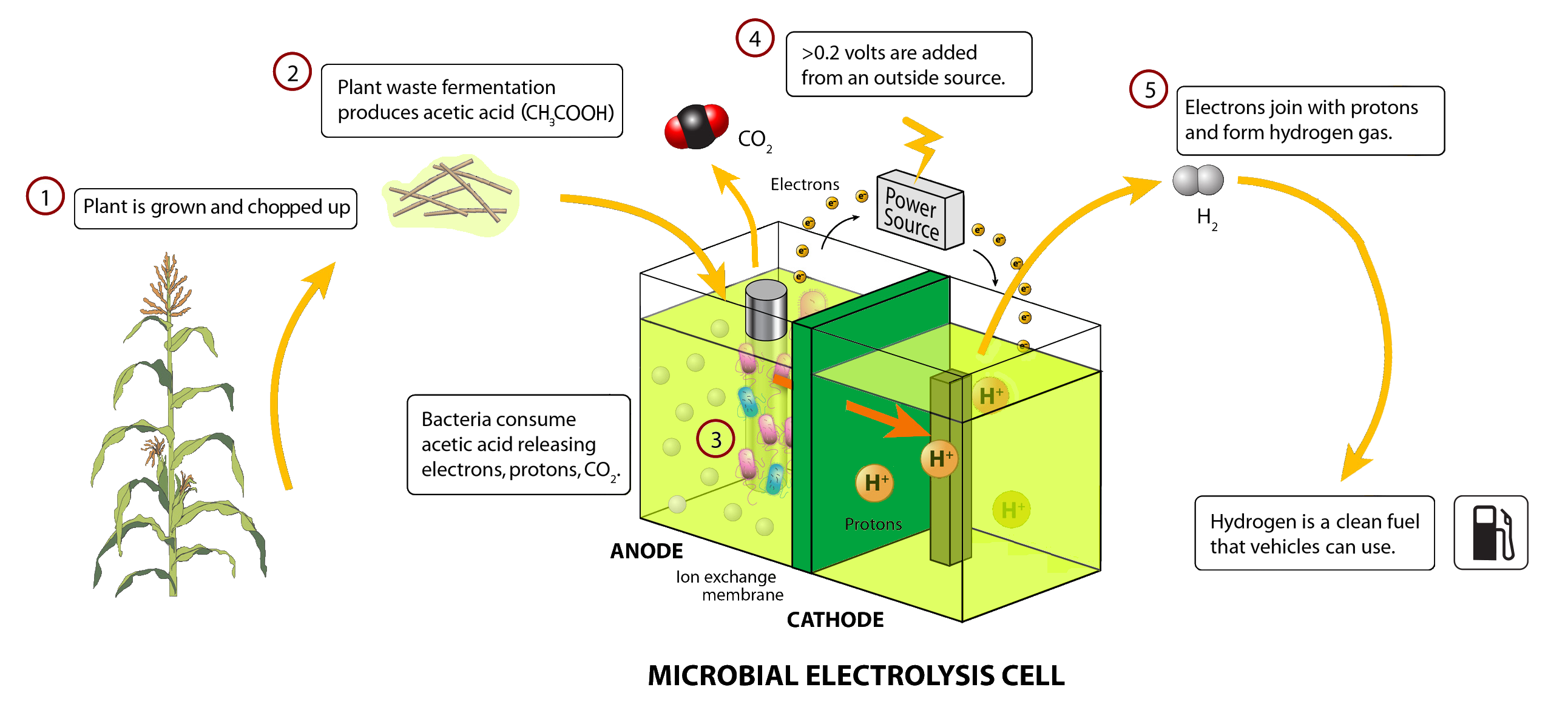
Celulă de electroliză cu microorganisme

Folosind celule de electroliză cu microorganisme, apele uzate sau centralele pot fi utilizate pentru a genera energie. Electroliza biocatalizată nu trebuie confundată cu producția de hidrogen prin fermentație cu ajutorul algelor, deoarece aceasta din urmă folosește numai alge, în timp ce la electroliza biocatalizată în celulele de electroliză se folosesc diverse plante acvatice cum ar fi Glyceria maxima, Spartina, orez, roșii, lupin și alge.
În 2018 doar 0,1 % din hidrogenul produs pe plan mondial era obținut prin electroliza apei, în special folosind curentul din surse regenerabile, cum ar fi energia solară și energia eoliană. Consumul de curent electric în acest scop era de 3600 TWh, mai mult decât producția de curent a întregii Uniuni Europene. Costul de producție a unui kg de hidrogen produs astfel este de 3–7 USD, de 2–3 ori mai mare decât costul mediu de 2 USD/kg în cazul producerii din gaz natural.

### Radioliza
Radiațiile nucleare sunt suficient de energetice pentru a rupe legăturile de apă prin radioliză. În mina de aur Mponeng din Africa de Sud cercetătorii au găsit bacterii într-o zonă naturală cu radiații ridicate. Flora bacteriană, care era dominată de un nou filotip de Desulfotomaculum, se hrănea cu hidrogen produs în principal prin radioliză.

### Termoliza
La temperaturi înalte apa se disociază spontan prin termoliză. Disocierea termică începe la temperatura de 1700 °C. La 2200 °C disociază 3 % din masa apei, iar la temperaturi de 3000 °C disociază c. 50 %. Procesul se poate produce în cuptoare solare. Separarea gazelor rezultate se poate face cu membrane ceramice permeabile pentru hidrogen dar nu și pentru oxigen. Problema constă în faptul că apar temperaturi foarte înalte, și ca atare pot fi utilizate doar materiale rezistente la aceste temperaturi, care sunt totodată foarte scumpe. Nivelul temperaturilor necesare face ca acest procedeu să nu fie competitiv economic la nivel industrial.

### Procedeul termochimic
O scădere a temperaturii de disociere termică a apei sub 900 °C este posibilă cu ajutorul unei reacții chimice asociate. Deja din anii 70 a fost propusă cuplarea cu căldura reactoarelor nucleare care funcționează cu cicluri termochimice cu temperaturi ridicate. Un exemplu este procedeul acid sulfuric–iod, în trei faze: la 120 °C reacționează iod și dioxid de sulf cu apa și rezultă hidrură de iod și acid sulfuric:
{\displaystyle I_{2}+SO_{2}+2H_{2}O\rightarrow 2HI+H_{2}SO_{4}}
După separarea celor două componente rezultate, la 830–850 °C acidul sulfuric se descompune în dioxid de sulf și oxigen:
{\displaystyle 2H_{2}SO_{4}\rightarrow 2SO_{2}+2H_{2}O+O_{2}}
Din hidrura de iod, la 300–320 °C rezultă hidrogen și elementul inițial, iodul:
{\displaystyle 2HI\rightarrow I_{2}+H_{2}}
Randamentul procedeului, considerat raportul dintre puterea calorifică inferioară a hidrogenului produs și energia consumată pentru producerea lui, este de c. 38 %.
Există și alte procedee, de exemplu cu clorură de cupru (I) (la 550 °C, randament 43 %). Cu toate că ciclul termochimic are un randament relativ mare (până la 50 %), există probleme nerezolvate în ceea ce privește procedurile și materialele utilizate.

### Procedeul fotochimic
Ideea de bază este utilizarea directă a radiației solare prin absorbția energiei fotonilor de către componentele ce intră în reacție. În acest caz sunt necesare materiale semiconductoare al căror nivel energetic este suficient de mare pentru ca prin absorbția cuantelor de lumină, să poată capta electroni din moleculele de apă ceea ce va conduce în cele din urmă la disocierea acesteia. Prin utilizarea de fotocatalizatori se pot înlesni procesele de transformare. Problema constă în faptul că materialele fotoactive trebuie să fie în același timp foarte active și totodată în contact cu apa stabile în timp. În viitor pare posibilă combinarea proceselor termochimice cu cele fotochimice.

### Procedeul fotobiologic

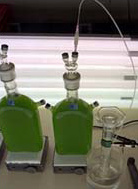
Un bioreactor cu alge pentru producția hidrogenului

Este un proces biologic care se produce într-un bioreactor cu alge care utilizează lumina solară ca sursă de energie. La sfârșitul anilor 1990, s-a descoperit că, dacă algele sunt private de sulf, aceastea va trece de la fotosinteza normală, care produce oxigen, la producerea de hidrogen. Pentru a fi fezabil din punct de vedere economic, procedeul trebuie să aibă o eficiență energetică (conversia luminii solare în hidrogen) de cel puțin 7–10 %.

### Cu ferosiliciu

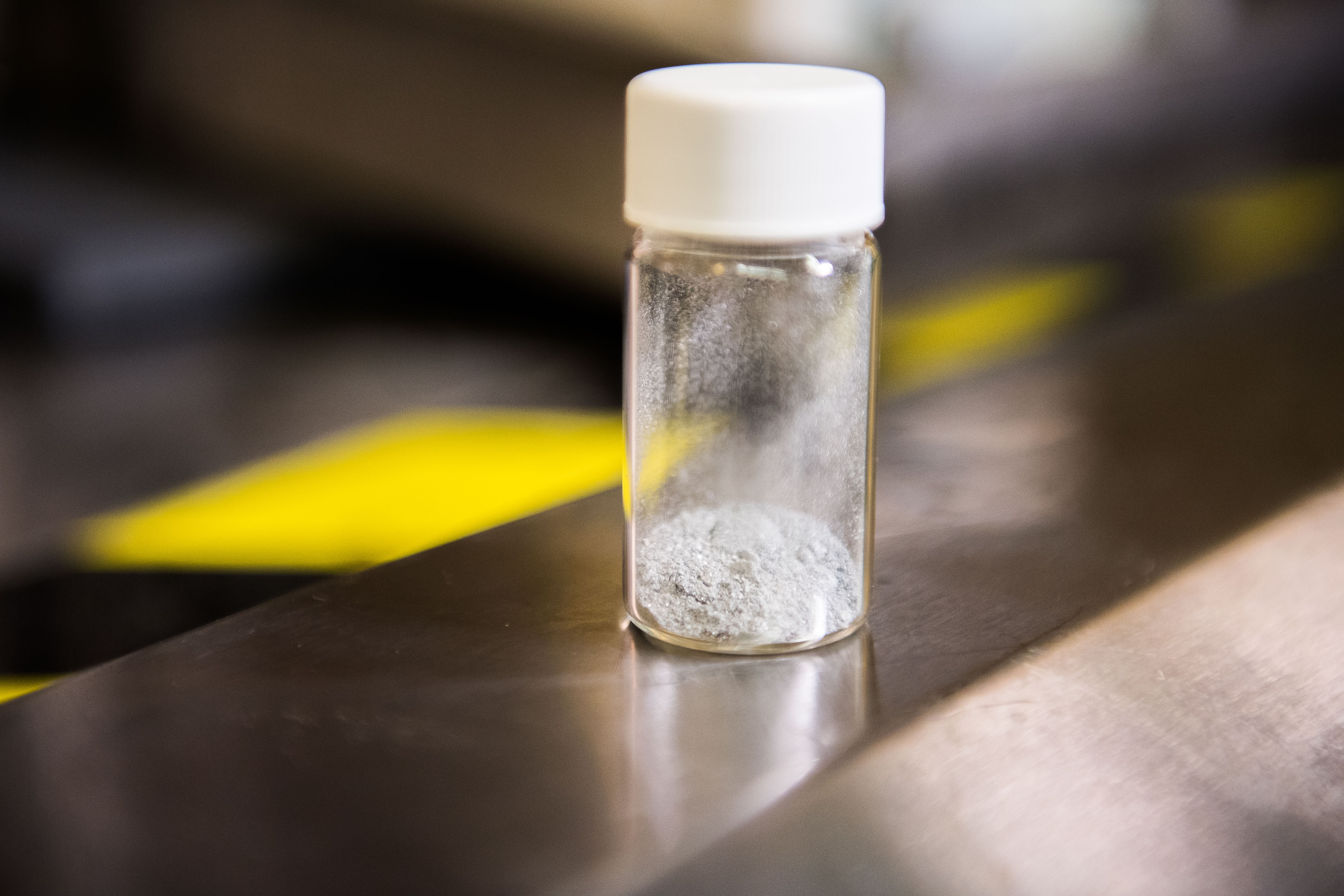
Pulbere pe bază de aluminiu nanogalvanic realizată de laboratorul de cercetare al armatei SUA

Ferosiliciul a fost folosit de militari, în special în Primul Război Mondial pentru a produce rapid hidrogen pentru baloane. Reacția chimică folosește hidroxid de sodiu, ferosiliciu și apă. Generatorul este suficient de mic pentru a putea fi transportat de un camion și necesită doar o cantitate mică de energie electrică. Materialele sunt stabile, nu sunt combustibile și nu generează hidrogen cât timp nu sunt amestecate. Se folosește un recipient sub presiune din oțel, care este umplut cu hidroxid de sodiu și ferosiliciu. Recipientul este apoi închis și se adaugă o anumită cantitate de apă. Dizolvarea hidroxidului încălzește amestecul la aproximativ 93 °C și începe reacția, din care rezultă silicat de sodiu, hidrogen și abur:
{\displaystyle \mathrm {2NaOH+Si+H_{2}O\rightarrow NaSiO_{2}+2H_{2}} }

### Cu pulbere pe bază de aluminiu nanogalvanic
O pulbere din aliaj de aluminiu realizată în 2017 de laboratorul de cercetare al armatei SUA s-a dovedit a fi capabilă să producă hidrogen gazos la contactul cu apa sau orice lichid care conține apă datorită microstructurii sale unice galvanice la scară nano. Se pare că generează hidrogen la 100 % din randamentul teoretic, fără a fi nevoie de catalizatori, substanțe chimice sau energie furnizată extern.
În noiembrie 2021, Ministerul Industriei și Comerțului a conectat Sistema la proiectul pilot Khabarovsk pentru producția de 350 de mii de tone de hidrogen verde planificat anual.

## Impact ecologic
După impactul ecologic metodelor de producere a hidrogenului li se atribuie un cod al culorilor.